# كنال+ دومو
كنال+ دومو هي قناة تلفزيونية بولندية تملكها وتديرها كنال+ .
في 1 ديسمبر 2020 ، تم إطلاق نسخة باللغة التشيكية من القناة على Skylink ،   ولكنها خالية من الإعلانات التجارية. أصبحت دومو + البولندية كنال + دومو في 15 أبريل 2021.

## أنظر أيضا
- كنال+ كوتشنيا